# Lomanaltes
Lomanaltes — рід совкових з підродини совок-п'ядунів який зустрічається в США.

## Систематика
У складі роду:
- Lomanaltes eductalis Walker 1859
- Lomanaltes laetulus Grote 1873